# Hans-Dirk Bierling
Hans-Dirk Bierling (* 29. März 1944 in Wernigerode) ist ein deutscher Politiker (CDU) und ehemaliges Mitglied der Volkskammer der DDR und des Deutschen Bundestages.

## Leben
Bierling besuchte von 1950 bis 1960 die Schulen in Großenhain und Herrnhut und machte anschließend in Riesa bis 1963 eine Ausbildung als Maurer. Während dieser Zeit absolvierte er zudem sein Abitur. Bis 1966 ging er danach auf die Ingenieurschule für Baustofftechnologie in Apolda, nach einem Jahr Unterbrechung setzte er sein Studium 1967 als Fernstudium an der Hochschule für Architektur und Bauwesen in Weimar fort. Er beendete es 1972 als Diplomingenieur. Bereits von 1966 an bis 1972 arbeitete er als Technologe und Leiter für Bauaufsicht in Plattenwerken in Meißen und Halle-Neustadt. Anschließend arbeitete er bis 1990 als Prüfingenieur und Prüfgruppenleiter der Bauaufsicht in Dresden. Seinen Beruf gab er auf, um sich 1990 auf sein Mandat als Abgeordneter konzentrieren zu können. Bierling war 35 Jahre verheiratet, ist 2005 verwitwet und hat zwei erwachsene Söhne. Seit 2015 ist er erneut verheiratet.

## Politik
Bierling wurde 1972 Mitglied der CDU und war von 1976 bis 1990 Mitglied des Bezirksvorstandes Dresden der CDU und von Dezember 1989 bis Oktober 1990 Mitglied des Parteivorstandes der CDU der DDR. Von 1974 bis 1984 saß er im Kreistag Großenhain. Vom 18. März bis zum 2. Oktober 1990 war er Mitglied der Volkskammer und dort Vorsitzender des Arbeitskreises Deutschland-, Außen-, Verteidigungs- und Entwicklungspolitik der CDU/DA-Fraktion. Er war Mitglied des Ausschusses „Deutsche Einheit“ und des Auswärtigen Ausschusses. Nach der Wiedervereinigung und damit verbundenen Auflösung der Volkskammer zog er 1990 in den Deutschen Bundestag ein. Er war Mitglied des Auswärtigen Ausschusses, verschiedener Unterausschüsse sowie Mitglied der Delegationen des Deutschen Bundestages bei den Parlamentarischen Versammlungen der NATO und der OSZE. Im Jahr 2002 zog er sich aus der Politik zurück. Von Mai 2012 bis zum satzungsgemäßen Ausscheiden aus dem Vorstand im Mai 2016 war er Vizepräsident der Vereinigung ehemaliger Mitglieder des Deutschen Bundestages und des Europäischen Parlaments e.V., 